# Leninszkojei járás

A Lenyinszkojei járás a Zsidó autonóm területen

A Leninszkojei járás (oroszul Ленинский район) Oroszország egyik járása a Zsidó autonóm területen. Székhelye Leninszkoje.

## Népesség
- 1989-ben 28 464 lakosa volt.
- 2002-ben 22 844 lakosa volt.
- 2010-ben 20 684 lakosa volt.